# Sven Sköld
Sven Josua Sköld, född 20 juli 1899 i Lidingö församling, Stockholms stad, död 23 oktober 1956 i Brännkyrka kyrkobokföringsdistrikt, Stockholms stad, var en svensk kompositör, arrangör, cellist och dirigent. 

## Biografi
Sköld började som biograf- och restaurangmusiker under stumfilmsepoken. Han anställdes 1943 vid Radiotjänst som arrangör och musiker. För musiken till Hon dansade en sommar tilldelades han ett Filmfestivalpris.
Sven Sköld var gift med Elsa Lundin (1904–1963). Makarna är begravda på Norra begravningsplatsen utanför Stockholm.

## Filmmusik i urval
- 1943 – Ordet
- 1946 – Johansson och Vestman
- 1946 – Åsa-Hanna
- 1947 – Rallare
- 1948 – Hammarforsens brus
- 1948 – Flickan från fjällbyn
- 1951 – Hon dansade en sommar
- 1951 – Starkare än lagen
- 1952 – För min heta ungdoms skull
- 1953 – All jordens fröjd
- 1953 – Skuggan
- 1953 – Ingen mans kvinna
- 1954 – Salka Valka
- 1955 – Paradiset
- 1955 – Hemsöborna
- 1957 – Prästen i Uddarbo

## Musikarrangör
- 1953 – Det var dans bort i vägen